# Volvo 700 Серії
Volvo 700 — сімейство легкових задньопривідних автомобілів виробництва компанії Volvo. Випускалося з 1982 по 1992 роки. Відноситься до європейського сегменту E. Випускався в кузовах седан, універсал і купе. Дизайн розроблений Яном Вільсгардом. Планувалося як заміна моделі Volvo 200 Серії, але випускалося з нею паралельно. Замінено у виробництві в 1990-92 роках моделями Volvo 900 Серії і деякою мірою Volvo 850. Всього було випущено 1 239 222 автомобіля в різних модифікаціях, з них 1 009 395 моделей Volvo 740, 221 308 моделей Volvo 760 та 8 518 автомобілів Volvo 780.

## Volvo 760

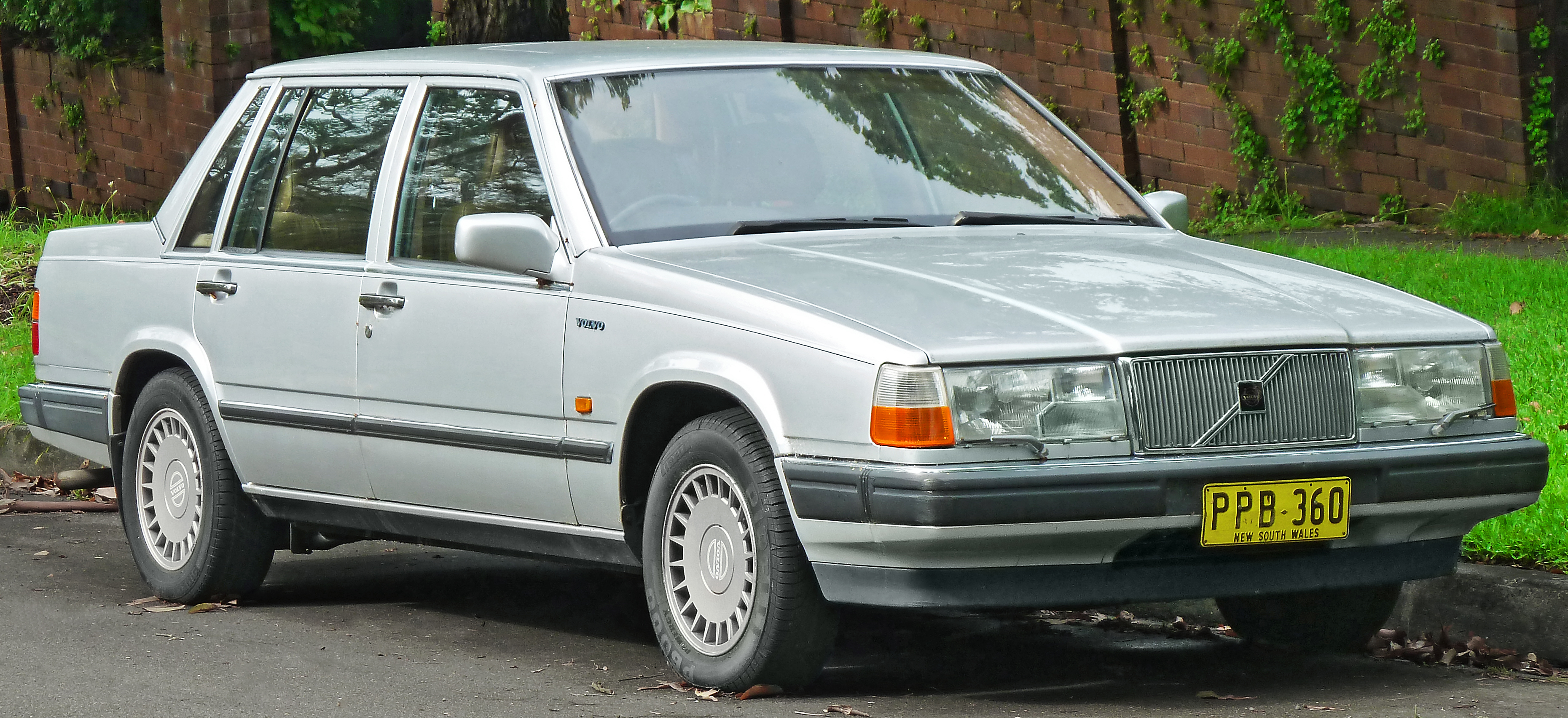
Volvo 760 GLE

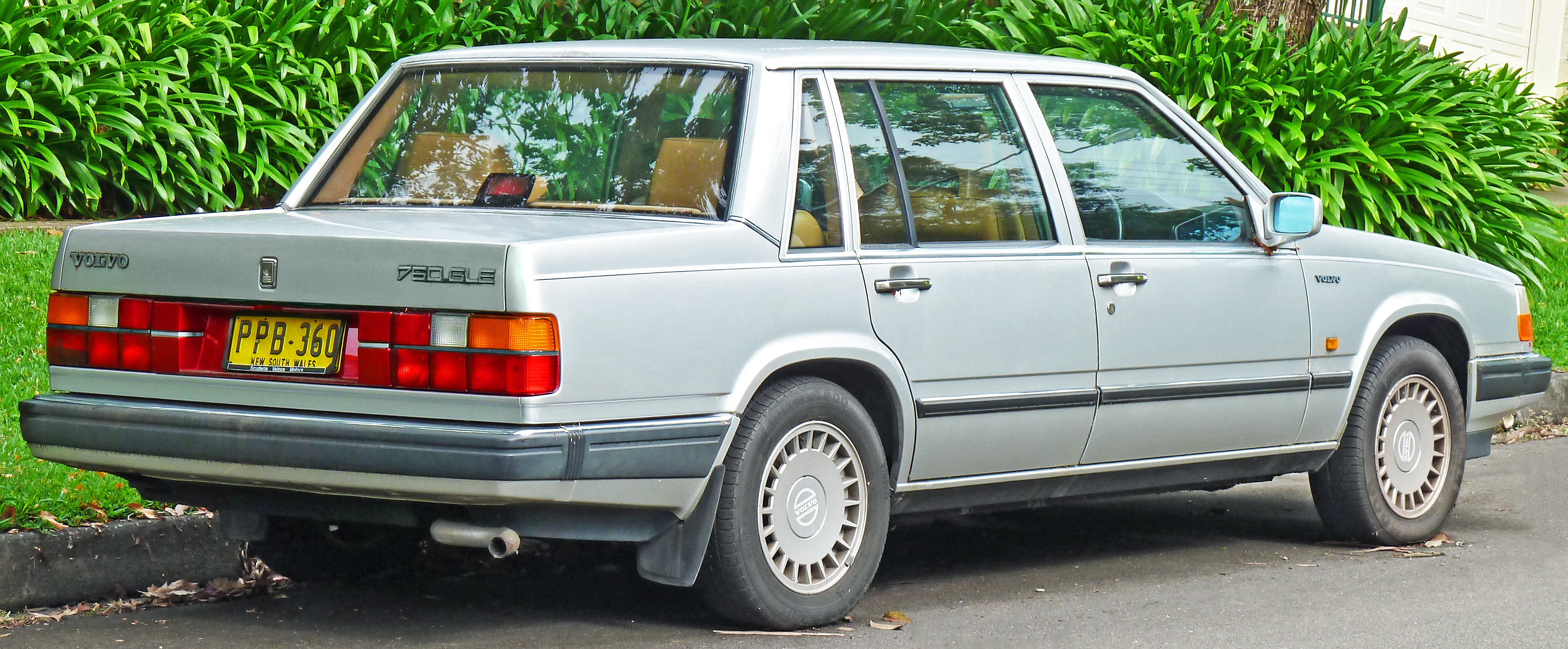
Volvo 760 GLE

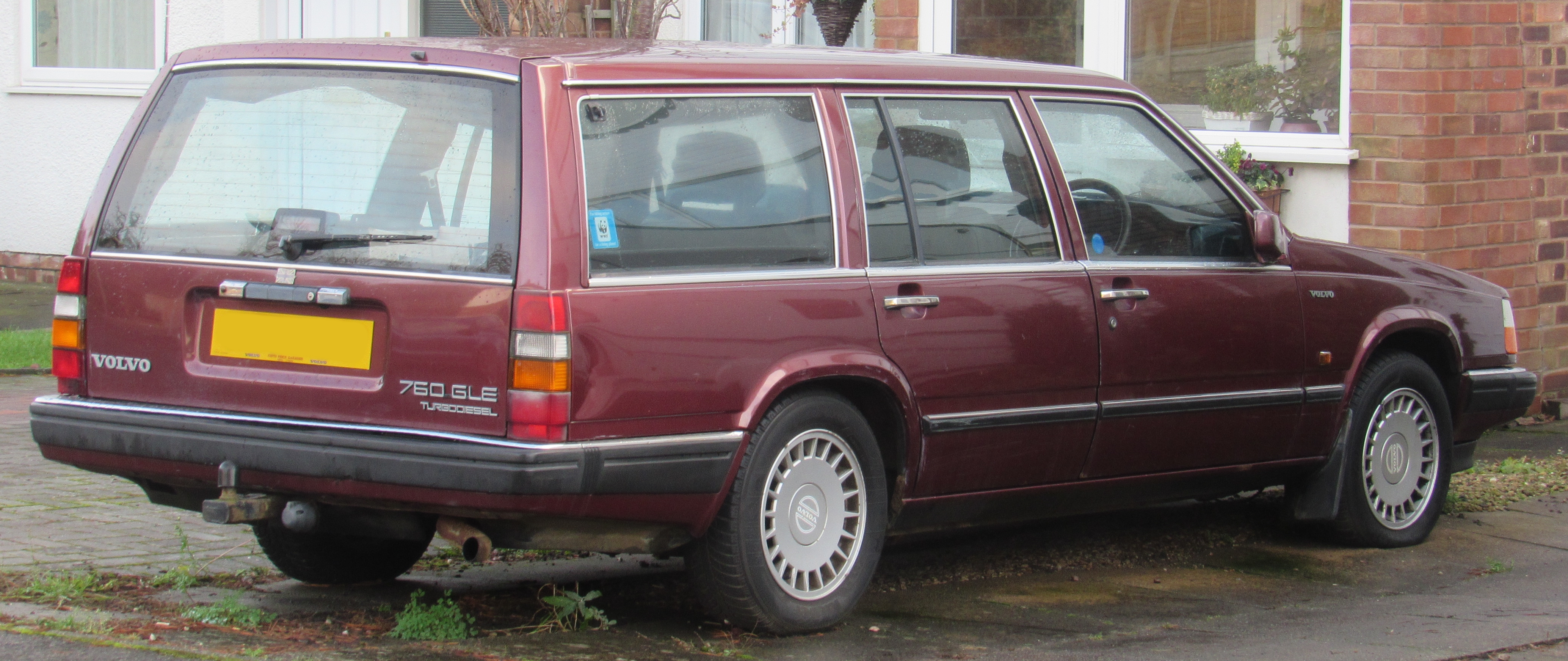
Volvo 760

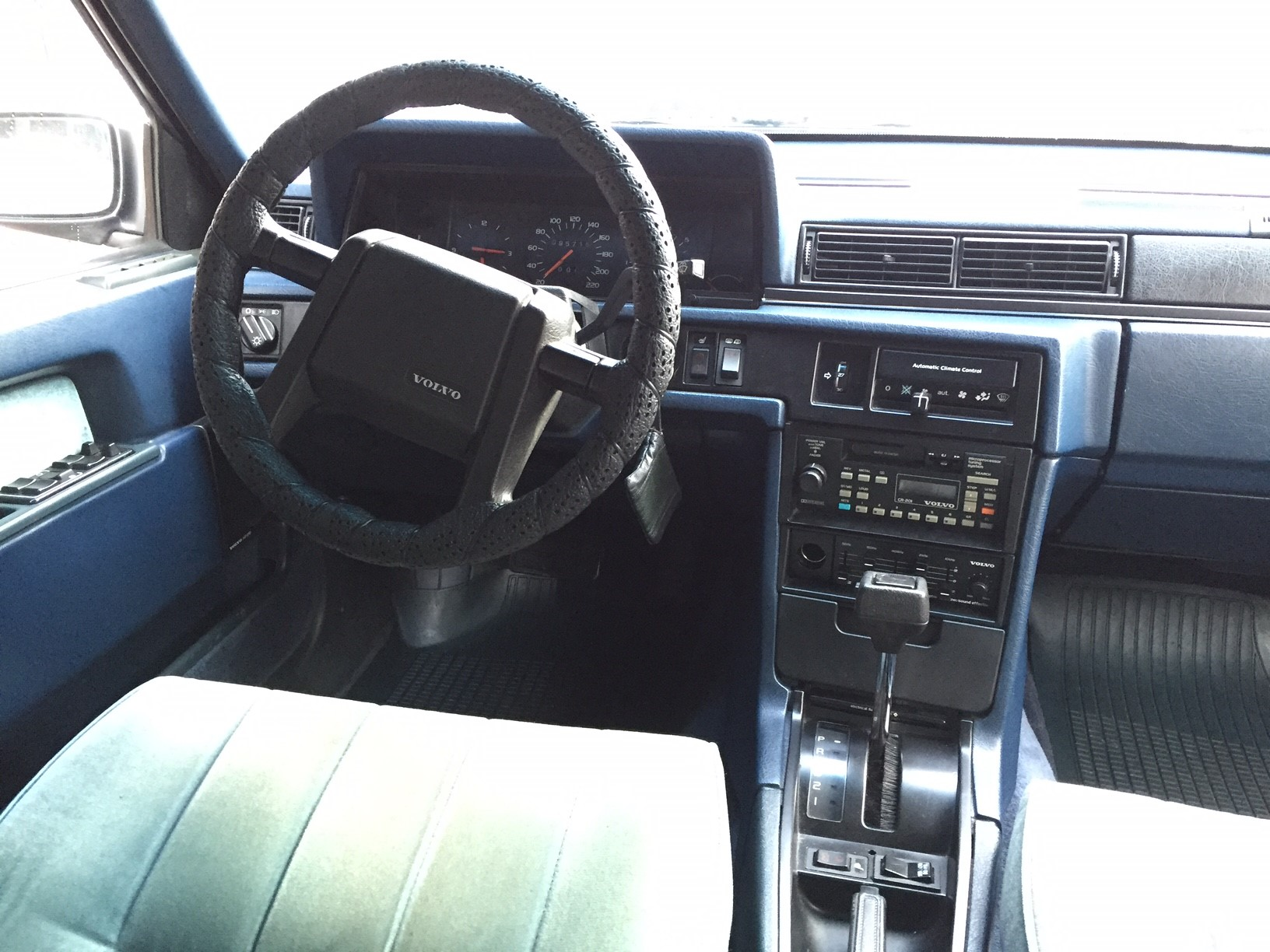
Volvo 760

У лютому 1982 року компанія Volvo представила публіці абсолютно нову модель автомобіля Volvo 760 GLE, покликану замінити на ринку флагман марки — Volvo 264 GLE. Це був чотиридверний шестициліндровий седан з приводом на задню вісь. 760-а модель мала сучасний просторий кузов із заниженою лінією талії і великою площею скління. Також автомобіль пропонував найвищий рівень комфорту і безпеки.
Покупцям були доступні три варіанти двигунів: 2,8-літровий V6, 2,3-літрова рядна четвірка з турбонаддувом і 6-циліндровий рядний турбодизель.
У 1985 році разом з 740-м універсалом був представлений універсал моделі 760.
760-а була модернізована в 1988 році. Над зовнішнім виглядом автомобіля працював дизайнер Ян Вільсгард, — екстер'єр вийшов трохи кутастим і різким, завдяки чому відмінно вписався в автомобільну моду свого часу. Цікавою особливістю кузова є велика площа скління і низька поясна лінія. В процесі редизайну 1988 року, автомобіль отримав оновлену решітку радіатора, нові бампера і більший нахил розсіювача фар. Капот седана довгий зі скульптурними виштамповками. Передня частина 760 оснащується прямокутною решіткою радіатора, з боків якої розміщуються прямокутні фари. Volvo 760 сидить на 15-дюймових колесах. Габарити автомобіля дорівнюють: довжина — 4780 мм, ширина — 1750 мм, висота — 1440 мм, колісна база — 2770 мм. 
У стандартну комплектацію Вольво 760 входить: замок «від дітей» на задніх дверях, клімат-контроль, передні і задні електросклопідйомники, підігрів передніх сидінь, підсилювач керма, електропривід і підігрів дзеркал, протитуманні фари, 15-дюймові литі диски, кондиціонер, касетний плеєр та підігрів заднього скла. Як опціональна комплектація виступає:
- круїз-контроль,
- шкіряна оббивка керма,
- люк на даху,
- 4-ступінчаста автоматична коробка передач.

Восени 1990 року Volvo 760 була замінена новим флагманом марки Volvo 960. Всього було випущено 183,864 седанів і 37,445 універсалів.

### Двигуни
- 2.3 L B23ET turbo I4 173 к.с.
- 2.3 L B230ET turbo I4 182 к.с.
- 2.3 L B230FT/FT+ turbo I4 155/165 к.с.
- 2.8 L B28E/F V6 156 к.с.
- 2.8 L B280E/F V6 147 к.с.
- 2.4 L D24T turbodiesel I6 109 к.с.
- 2.4 L D24TIC turbodiesel I6 122 к.с.

## Volvo 740

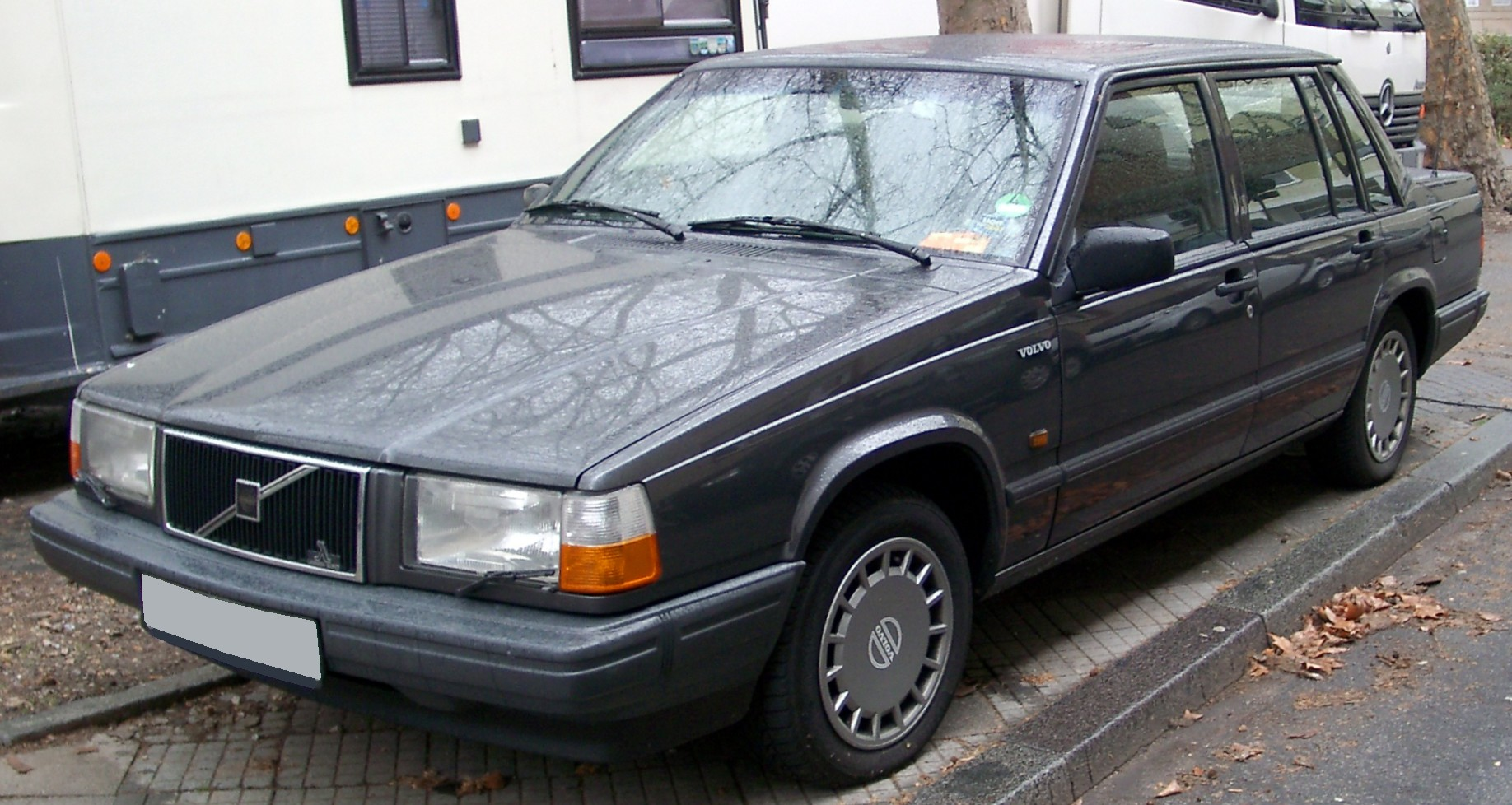
Volvo 740 GL

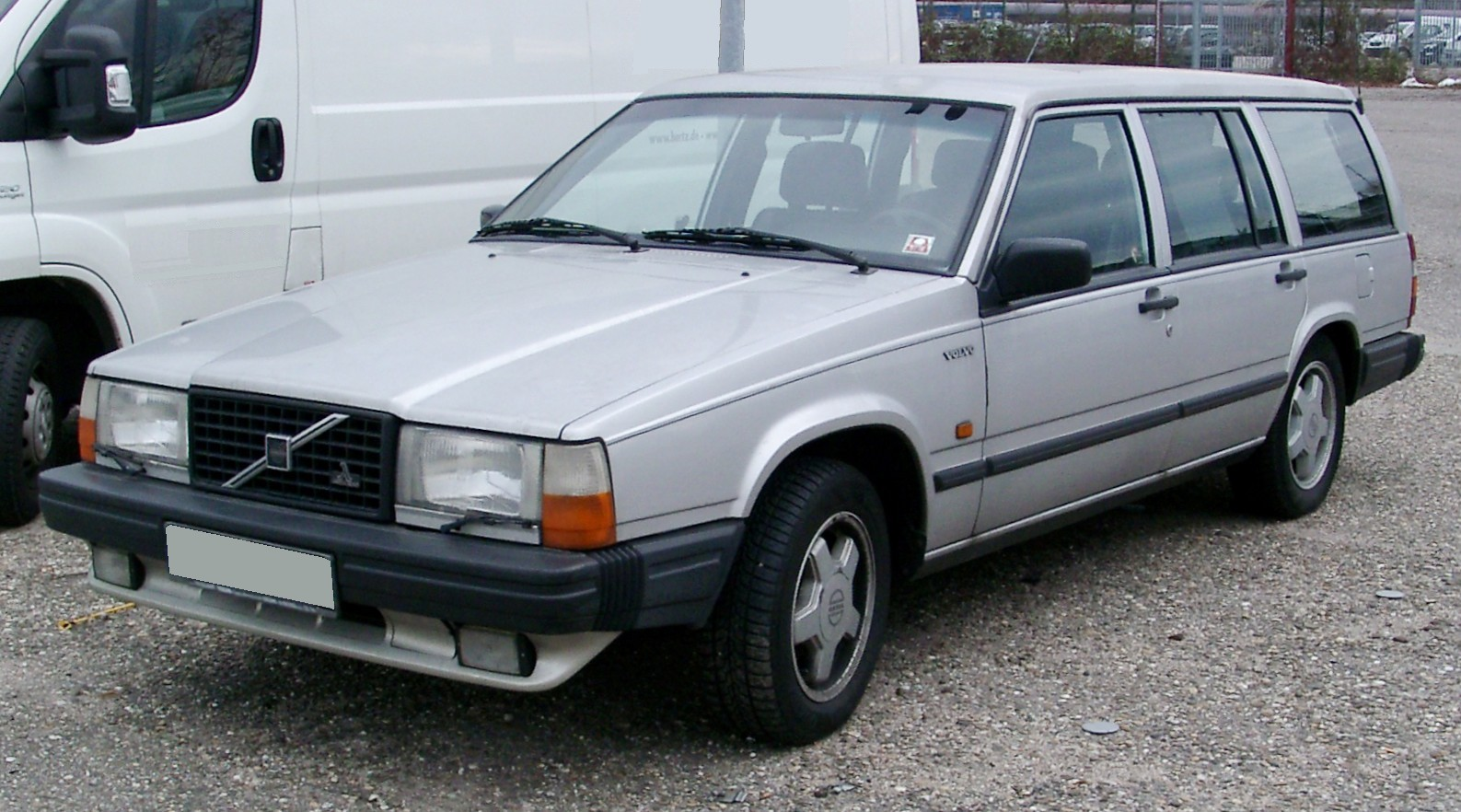
Volvo 740 GLT

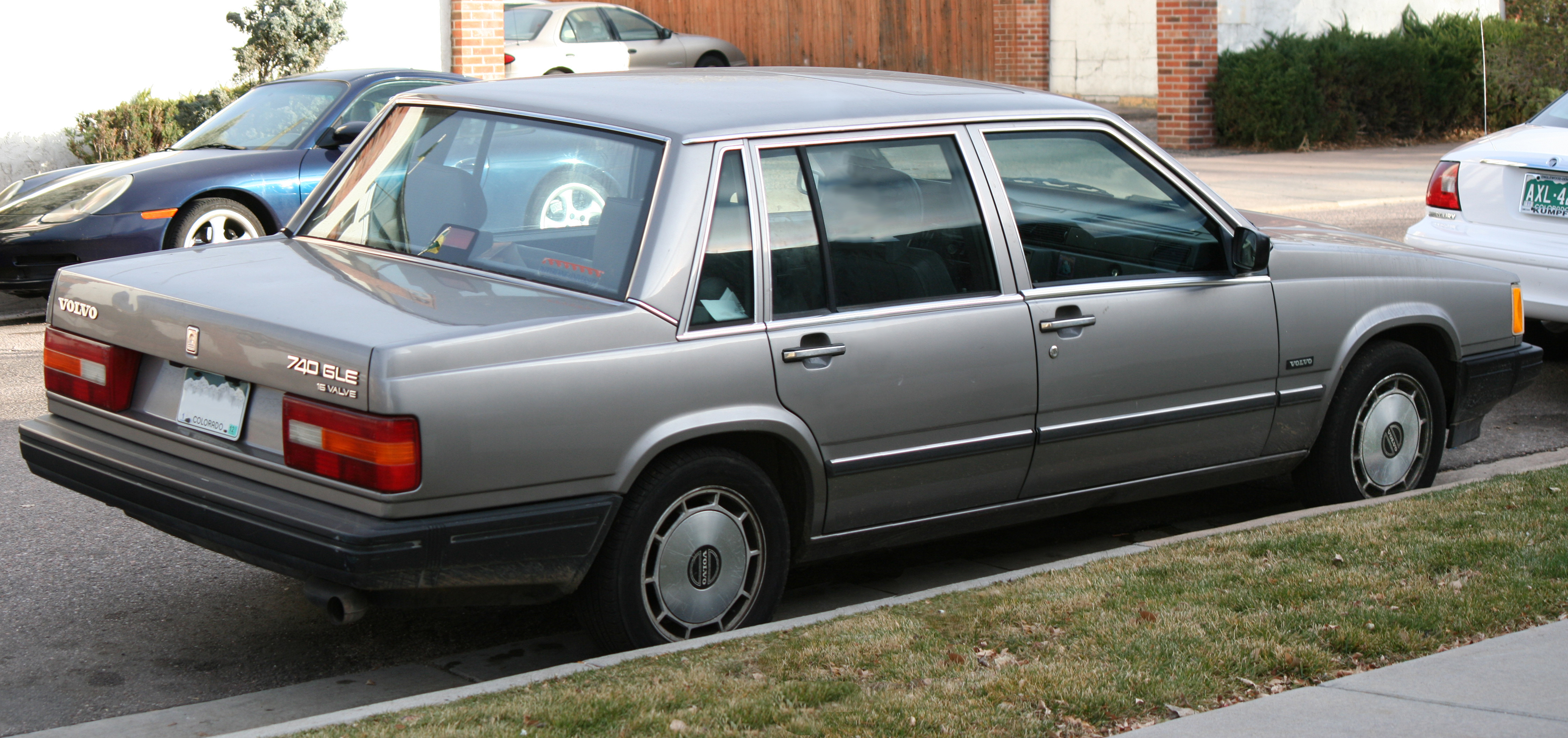

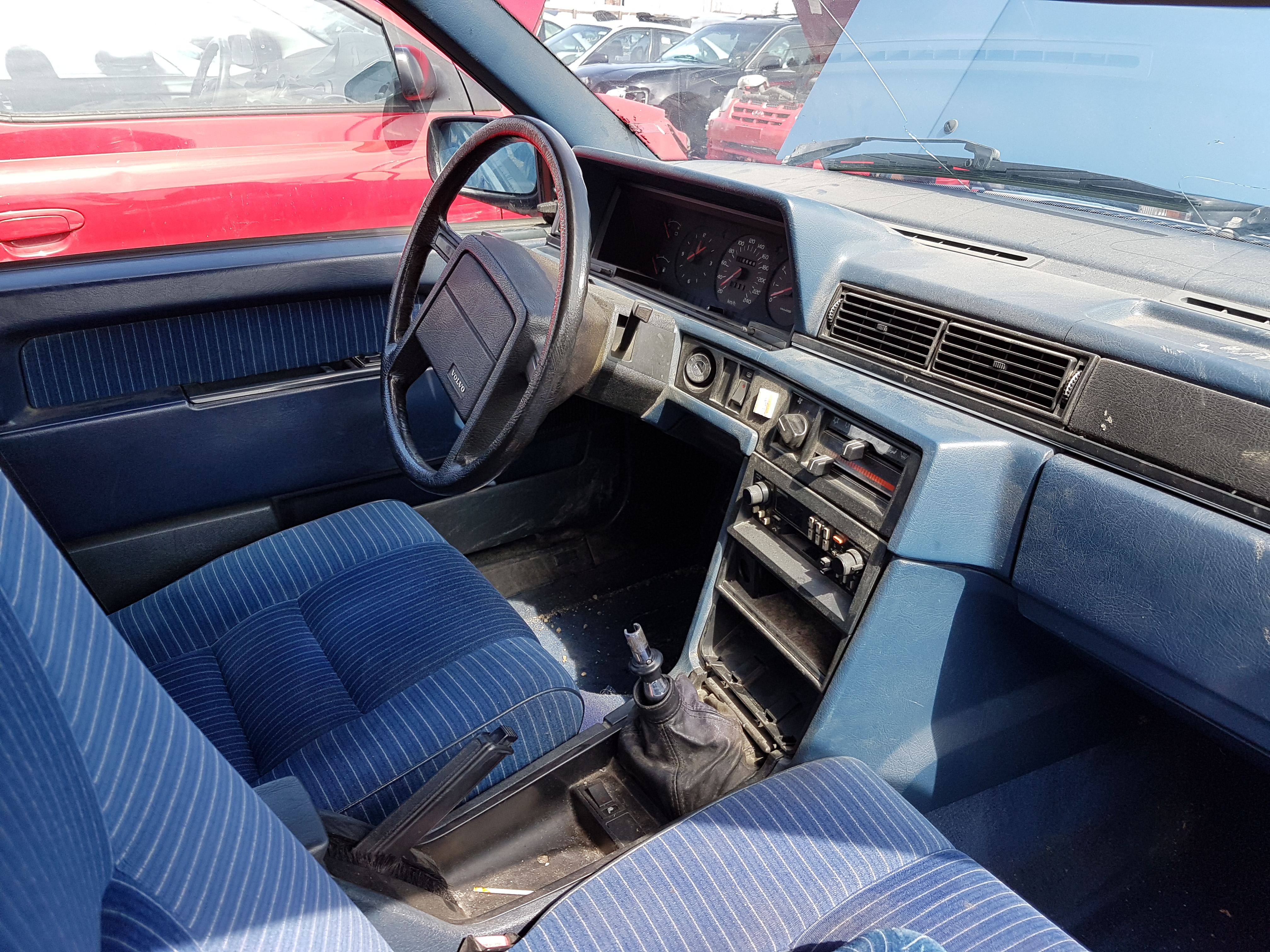
Volvo 740

Після успішного запуску Volvo 760 в 1984 році з'явилася її демократична модифікація Volvo 740.
Volvo 740 оснащувався рядом різних двигунів протягом періоду випуску. В основному це були рядні 4-циліндрові бензинові мотори з турбонаддувом або без, а також 6-циліндрові дизелі.
Volvo 740 зобов'язана своїм величезним успіхом в першу чергу такими факторами, як висока надійність, хороший рівень комфорту і найвищий рівень безпеки.
У 1985 році публіці представлена модифікація універсал, швидко стала лідером у своєму сегмента за рахунок надійності, комфорту, безпеки і величезного багажника.
Восени 1988 року зовнішність моделі зазнала незначне оновлення.
З серпня 1990 року Volvo 740 випускалися паралельно з наступною моделлю Volvo 940 протягом двох років, після чого остання повністю замінила 740-у.
Базові моделі Volvo 740 GL були оснащені радіо та касетним програвачем, обігрівачем, тканинною обшивкою салону та вікнами з механічним оперуванням. Моделі GLE, які можна було знайти у 80-х та 90-х, до усього переліченого додавали: шкіряну обшивку, вікна з електроприводом, гідропідсилювач керма, систему кондиціонування повітря, антиблокувальні гальма та литі диски коліс. На жаль, подушки безпеки у цьому автомобілі відсутні, оскільки Volvo 740 був розроблений ще до того, як наявність подушок стала обов'язковою. Але не зважаючи на відсутність подушок, автомобіль Volvo 740 був і залишається безпечним транспортним засобом з антиблокувальною гальмівною системою та натяжителями ременів безпеки, які допомагали зменшувати шкоду від самих же ременів під час зіткнення.    
Всього було випущено 650,443 седана і 358,952 універсала.

### Двигуни
- 2.0 L B19/B200 I4 112 к.с.
- 2.0 L B204 16V I4 139 к.с.
- 2.0 L B19/B200T turbo I4 155 к.с.
- 2.0 L B204FT 16V turbo I4 200 к.с.
- 2.3 L B23/B230 I4 113/114 к.с.
- 2.3 L B234 16V I4
- 2.3 L B23/B230ET/FT turbo I4 200 к.с.
- 2.4 L D24 diesel I6 82 к.с.
- 2.4 L D24T turbodiesel I6 109/116 к.с.

## Volvo 780

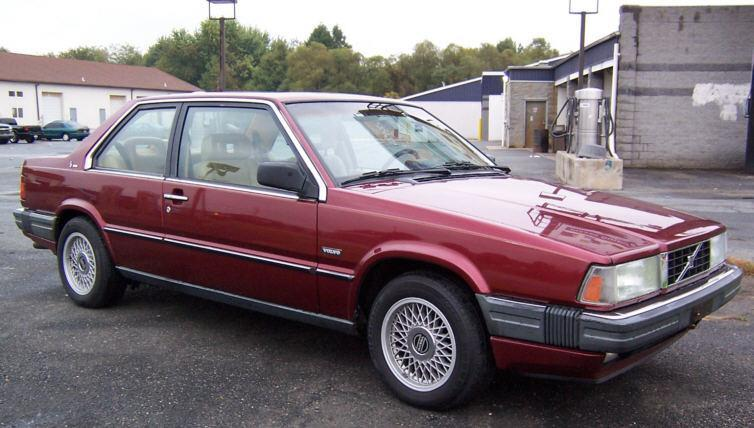
Volvo 780

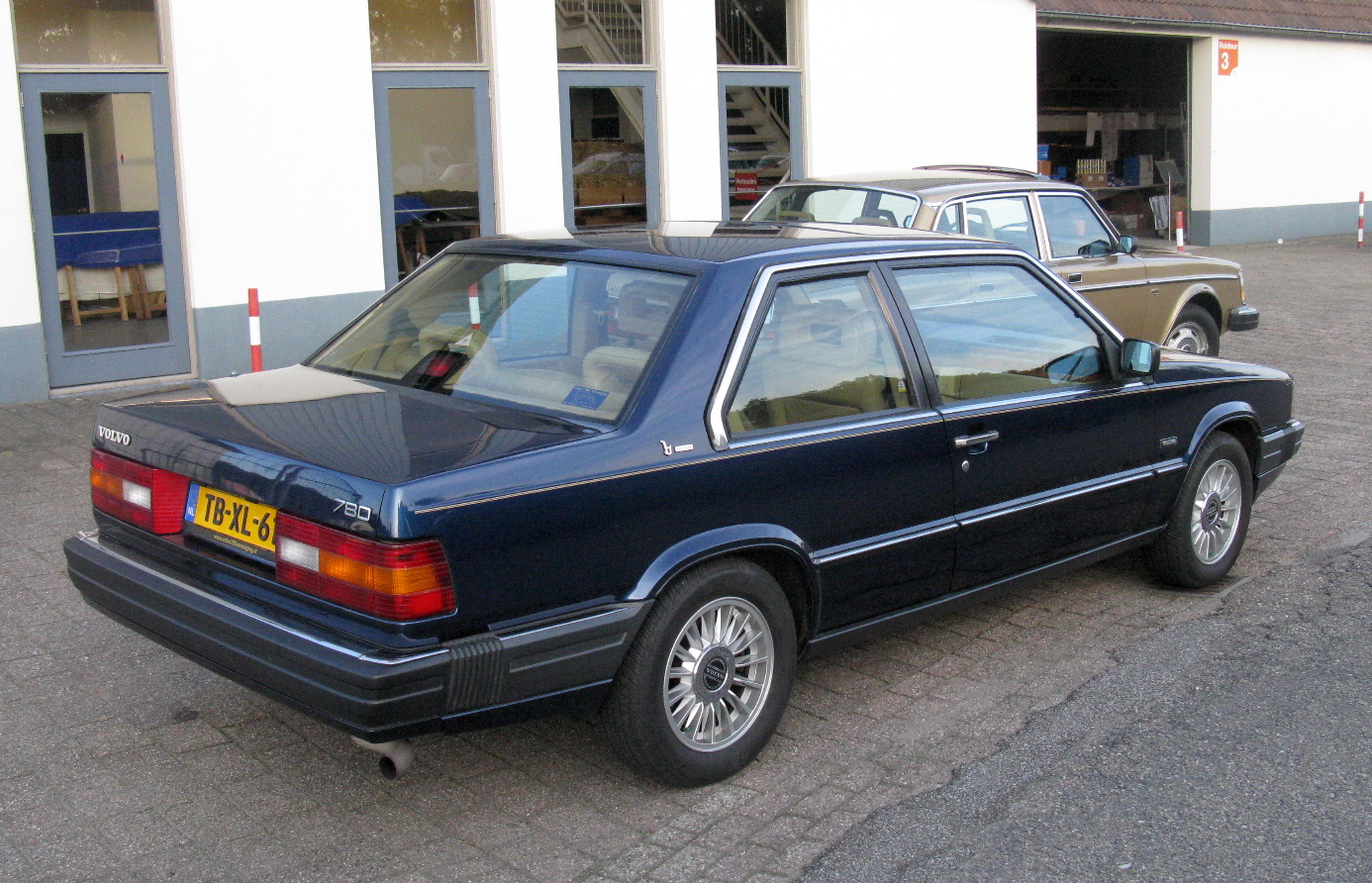

Купе Volvo 780 дебютувало на міжнародному автосалоні в Женеві, Швейцарія в 1985 році. 780 стала доступна в Європі в 1986 році і в Сполучених Штатах на рік пізніше.
Як і його попередник, 780 був спроектований і побудований в студії Carrozzeria Bertone в Турині, Італія.

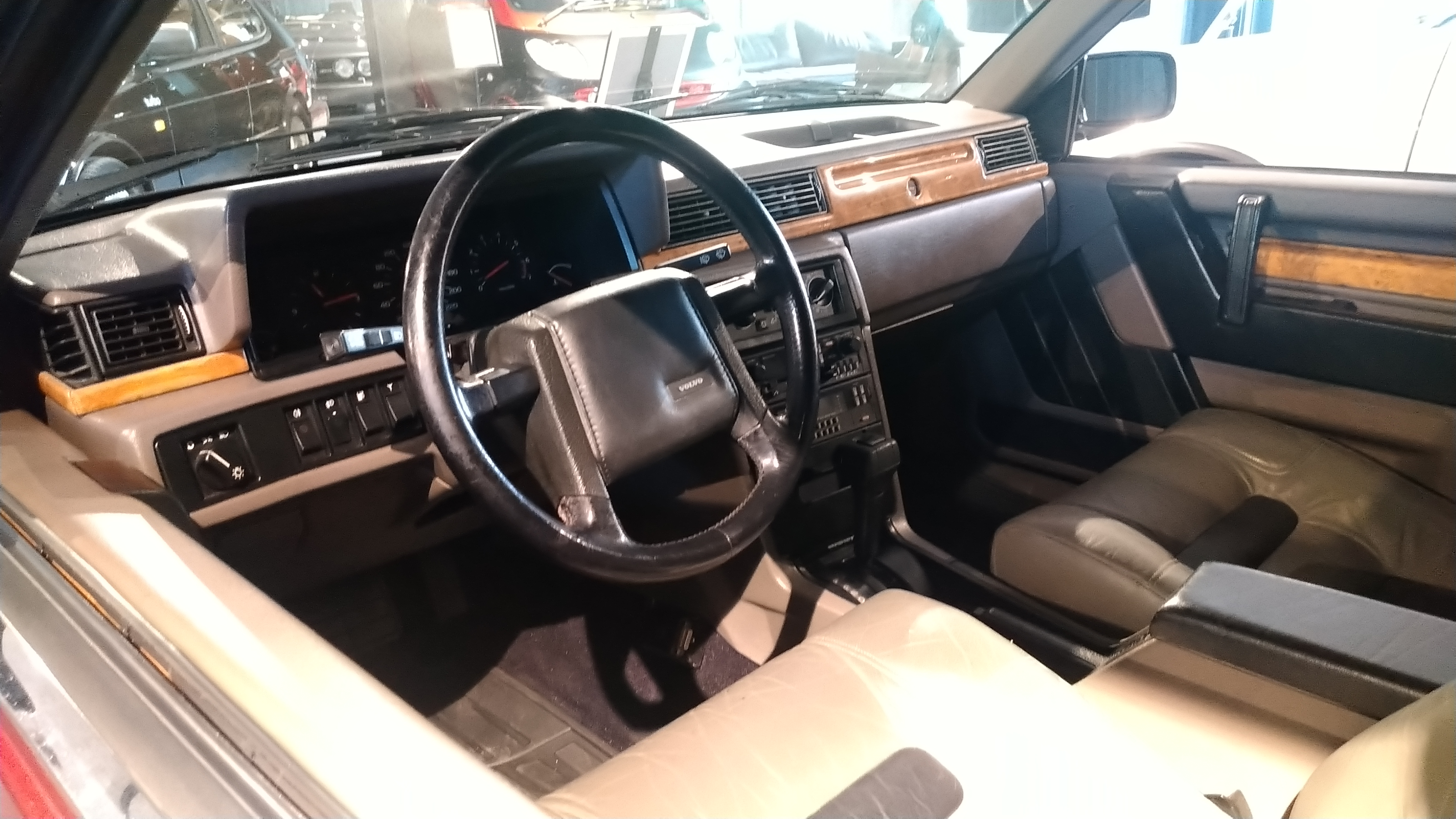

Капот, багажник і лінія даху були трохи нижчими, ніж у стандартної 700-ї, а задня стійка стала ширшою і мала пологіший спуск. Автомобіль отримав хромові окантовки вікон, дверних ручок, бамперів та хромові бічні молдинги. Спочатку було заплановано використовувати менший, 2,5-літровий турбований двигун V6 (PRV, що встановлювався на Renault 25 та Alpine), який був успішно протестований на моделях 740 та 760S. У невеликому моторному відсіку 780, однак, цей двигун перегрівався, і так і не з'явився під його капотом.
У перші два роки 780 модель була доступна по всьому світу (1986–1987), з встановлюваним двигуном B280F конфігурації V6. На італійському ринку спочатку був доступний тільки двигун Volkswagen D24TIC, потужністю 129 к.с. (95 кВт), але незабаром стали також доступні двигуни V6 потужністю 155 к.с. (114 кВт) та 2,0-літровий турбо (B200ET). У 1987 році 780 модель оснащувалась незалежною задньою підвіскою від Volvo.
B280F мав приблизно 150 сил (110 кВт), при масі самої машини майже 1500 кг. Для вирішення цієї проблеми Volvo представив двигун з турбонаддувом, збільшивши потужність до 175 к.с. (130 кВт). На наступний рік модель отримала потужність вже 188 сил (140 кВт). Пізніше в Італії моделі 780S були доступні з двигуном B204GT. Це був 16-клапанний турбомотор потужністю 200 к.с. (150 кВт). В останній рік випуску автомобіля, 1991, він випускався лише у кузові купе і лише з турбонаддувом.
Офіційний загальний обсяг випущених компанією Volvo автомобілів 780 моделей становить 8518 одиниць, побудованих у період з 1986 по 1991 роки. З 1986 по 1995 роки, Volvo запропонувала невелике, передньопривідне спортивне купе, Volvo 480. Наступником 780 моделі став Volvo C70, що з'явився тільки в 1997 році.

### Двигуни
- 2.0 L B200ET turbo I4 160 к.с.
- 2.0 L B204FT/GT turbo DOHC I4 200 к.с.
- 2.3 L B230FT/FT+ turbo I4 165/190 к.с.
- 2.8 L B280F V6 147–170 к.с.
- 2.4 L D24TIC I6 turbodiesel 129 к.с.